# شهبانو

الأسلحة الإمبراطورية لبهلوي شهبانو في إيران

شهبانو(بالفارسي ذهباني مضاءة «سيدة الملك») كان لقب اعقيلة ملك باللغتين الفارسية واللغات الإيرانية الأخرى. الإمبراطوران الساسانيان الفارسيان هما ريجنانت، بوراندوخت وأزارميدوخت، ج. 630، كان الأخيران اللذان حملتا اللقب فرح بهلوي زوجة محمد رضا بهلوي، آخر شاه في إيران  واعاد مراسيم تتويج الملكة في عام 1967 لأول مرة منذ الفتح العربي لبلاد فارس (ايران) في القرن السابع ميلادي.
كإمبراطورة خلال العصور الساسانية، كانت الشهبانو الرئيسية تحمل أيضًا لقب «بامبيشنان بامبيشن» (ملكة الملكات) تشبه لقب الإمبراطور شاهانشاه «ملك الملوك» لتمييزها عن الملكات الأخرى في العائلة الملكية.
لا تزال فرح بهلوي يُشار إليه أحيانًا باسم شهبانو، كما هو معتاد دوليًا لحاملي اللقب المرتبطين بالممالك الملغاة، لكن العنوان لم يعد صالحًا في إيران. وفقًا للدستور الفارسي لعام 1906، من المفترض ان تحمل ياسمين بهلوي وليت عهد إيران هذا اللقب.